# Roger Turner (drummer)
Roger Turner (Whitstable, 1946) is een Britse jazzdrummer.

## Biografie
Turner studeerde aan de Sussex University. Hij had zijn eerste optreden als professioneel jazzmuzikant in 1966 met Chris Biscoe in Brighton. In 1968 ging hij naar Londen, waar hij lid werd van de Ghanese percussieband Mask. Daarnaast toerde hij met het experimentele Ritual Theatre, waarmee hij in 1972 zijn eerste opnamen bij de BBC inspeelde.
Begin jaren 1970 trad hij op als solist tijdens het Bracknell Jazz Festival en het Bruxelles Festival of Percussion. In 1979 nam hij met de saxofonist Gary Todd het album Sunday Best op. In hetzelfde jaar nam hij met John Russell en Toshinori Kondō het album Artless Sky op. In 1981 bracht Turner zijn eerste soloalbum The Blur Between uit.
In 1980 en 1983 kreeg hij studiebeurzen van de Arts Council om zijn kennis van de percussie- en elektro-akoestische muziek uit te diepen. Van 1984 tot 1985 bezocht hij cursussen aan Alan Silva's school in Parijs. Gelijktijdig werkte hij met experimentele rockbands en met zangers en zangeressen als Annette Peacock, Phil Minton en Vanessa Mackness. Verder was hij de muzikale partner van Toshinori Kondō, Derek Bailey, Dorothea Schürch, Evan Parker, Cecil Taylor en Otomo Yoshihide en trad op met bands als het Phil Minton Quartet (met Veryan Weston en John Butcher), The Recedents (met Lol Coxhill en Mike Cooper) en In the Tradition (met Alan Silva en Johannes Bauer), in duo's met John Russell en Phil Minton en verschillende bands van Martin Klapper. Samen met Tim Hodgkinson en Thomas Lehn vormde hij sinds 1997 het improvisatietrio Konk Pack, waarmee hij tot nu toe drie albums uitbracht en in 2001 toerde door Noord-Amerika.

## Discografie
- 1979: Artless Sky met John Russell en Toshinori Kondo
- 1981: The Blur Between, soloalbum
- 1981-1984: Jon Rose Forward of Short Leg
- 1983: Lol Coxhill Couscous
- 1984: Ammo mit Phil Minton
- 1985: The Recendents: Frog Dance
- 1986: The Recedents: Barbecue Strut
- 1986: Take Some Risks met Alan Silva, Misha Lobko, Didier Petit, Bruno Girard
- 1986: The Ferrals met Phil Minton, Hugh Davies en Alan Tomlinson: Ruff
- 1988: The Recedents: Zombie Bloodbath on the Isle of Dogs
- 1993: In the Tradition met Alan Silva en Johannes Bauer
- 1993: Dada da met Phil Minton
- 1994: Short in the U.K. met Steve Beresford, Dennis Palmer en Bob Stagner
- 1995: The Comfort of Madness met Helge Hinteregger
- 1997: Recent Croaks met Martin Klapper
- 1998: Konk Pack Big Deep
- 2000: Umlaut met Birgit Ulher en Ulrich Phillipp
- 2001: Duos, London 2001 met Derek Bailey
- 2002: Lol Coxhill: Spectral Soprano
- 2002: The Tradition Trio: Tone
- 2003: Drainage met Phil Minton
- 2003: Trap Street met Steve Beresford en Alan Tomlinson
- 2005: Number Nine met Michael Keith en John Oswald
- 2006: Phil Minton Quartet: Slur met John Russell en Veryan Weston
- 2007/2008: Konk Pack: The Black Hills
- 2012: Daunik Lazro / Jean-François Pauvros / Roger Turner: Curare

- Bibliothèque nationale de France: cb144766437 (data)
- Gemeinsame Normdatei: 135176182
- International Standard Name Identifier: 0000 0000 3997 5930
- Library of Congress Control Number: n92088988
- MusicBrainz: 2653ec7e-4d1e-4e49-b084-214de225b994
- Système universitaire de documentation: 153424877
- Virtual International Authority File: 10075295
- WorldCat: E39PBJtGWxYmhqTcP3B46X9v73